# Halauxifen-methyl
Halauxifen-methyl ist ein synthetisches Herbizid aus der Gruppe der Picolinsäure-Herbizide, welches von Dow AgroSciences entwickelt und 2014 auf den Markt gebracht wurde.

## Eigenschaften
Halauxifen-methyl ist ein weißer, pulvriger Feststoff. Es löst sich nur sehr schwer in Wasser und organischen Lösungsmitteln. Mit einer Halbwertszeit von bis zu 43 Tagen in Feldstudien ist es moderat persistent. In wässrigem Medium photolysiert es sehr schnell innerhalb weniger Minuten.

## Darstellung
Halauxifen kann in einer mehrstufigen Reaktion hergestellt werden. Wesentliche Reaktion ist die Suzuki-Kupplung von 4-Acetamido-3,6-dichlorpyridin-2-carbonsäuremethylester mit 2-(4-Chlor-2-fluor-3-methoxyphenyl)-1,3,2-dioxaborinan. Anschließend wird die Aminogruppe entschützt, wodurch das Halauxifen-methyl entsteht.

## Verwendung und Wirkungsweise
Halauxifen-methyl wird als Herbizid im Anbau von Getreide, wie Weizen und Gerste verwendet. Dabei wirkt es gegen breitblättrige Unkräuter. Der Wirkstoff ist ein synthetisches Auxin. Dabei stört er das Wachstumshormon-System und greift in die Biosynthese von Ethen sowie Abscisinsäure ein. Dadurch wird in der Pflanze eine Überproduktion dieser beiden Stoffe verursacht. Dies führt zur beschleunigten Alterung (Seneszenz) und zuletzt zum Absterben der Pflanze.

## Zulassung
Halauxifen-methyl ist als Wirkstoff in Pflanzenschutzmitteln in der Europäischen Union und in der Schweiz zugelassen. In vielen EU-Mitgliedstaaten, darunter auch in Österreich und Deutschland, sowie in der Schweiz sind Pflanzenschutzformulierungen erhältlich, die Halauxifen-methyl enthalten. Meist wird es als Kombipräparat mit anderen Herbizid-Wirkstoffen wie Picloram, Florasulam, Fluroxypyr, Cloquintocet und weitere verwendet.